# Судараж
Судараж је насељено место у Барањи, општина Петловац, Република Хрватска.

## Становништво
Према попису становништва из 1991. године, насељено место Судараж није имало ниједног стално настањеног становника, као и према попису из 2011. године.